# Halve marathon van Egmond 2022
De halve marathon van Egmond stond gepland op zondag 9 januari 2022. Vanwege de laatste perconferentie heeft het Kabinet-Rutte III bekend gemaakt dat de huidige maatregelen gelden tot en met 14 januari vanwege de Coronapandemie. Dit betekent dat net als de voorgaande editie deze editie niet door kon gaan. Alle ingeschreven deelnemers ontvangen restitutie van het inschrijfgeld, minus de redelijke kosten die de organisatie ter voorbereiding op het evenement al heeft gemaakt. Deelnemers werden persoonlijk op de hoogte gebracht over de afwikkeling hiervan. 
Desondanks dat de halve marathon was afgelast gingen honderden mensen massaal de route lopen. Het was een winderige dag en door het hoge water konden veel lopers hun voeten niet drooghouden.
1973 ·
1974 ·
1975 ·
1976 ·
1977 ·
1978 ·
1979 ·
1980 ·
1981 ·
1982 ·
1983 ·
1984 ·
1985 ·
1986 ·
1987 ·
1988 ·
1989 ·
1990 ·
1991 ·
1992 ·
1993 ·
1994 ·
1995 ·
1996 ·
1997 ·
1998 ·
1999 ·
2000 ·
2001 ·
2002 ·
2003 ·
2004 ·
2005 ·
2006 ·
2007 ·
2008 ·
2009 ·
2010 ·
2011 ·
2012 ·
2013 ·
2014 ·
2015 ·
2016 ·
2017 ·
2018 ·
2019 ·
2020 ·
2021 ·
2022 ·
2023 ·
2024 ·
2025